# 天津市书法家协会
天津市书法家协会简称天津书协，成立于1983年12月，原名中国书法家协会天津分会，1990年更为现名，为中国书法家协会团体会员、天津市文学艺术界联合会团体会员。首任主席为古文字学家陈邦怀，副主席为王学仲、王颂余、孙其峰、陈因、李鹤年、龚望、穆子荆。

## 历任领导

### 第一届理事会
- 主席：陈邦怀
- 副主席：王学仲、王颂余、孙其峰、陈因、李鹤年、龚望、穆子荆

### 第二届理事会
- 主席：王学仲
- 副主席：毕开文（驻会）、孙伯翔、王千、孙宝发、崔锦、曹柏昆（驻会）、唐云来（增补）、顾志新（增补）、李泽润（增补）、张建会（增补）
- 秘书长：毕开文（兼） → 张建会（兼）
- 副秘书长：唐云来 → 冉繁英

### 第三届理事会
- 名誉主席：王学仲
- 主席：唐云来
- 常务副主席：张建会（兼秘书长）
- 副主席：李锋、李泽润、况瑞峰、顾志新、曹柏昆、喻建十、霍然

### 第四届理事会
- 主席：张建会
- 副主席：任长文、刘洪洋、李锋、沈宪民、邵佩英、赵桂中、郝军、喻建十
- 秘书长：杨健君

## 专业委员会
- 未寻到前两界专业委员名单

### 第三届专业委员会

#### 组织工作委员会
- 主任：唐云来
- 副主任：张建会
- 秘书长：刘彦明
- 委员：李泽润、冉繁英、邵佩英、孟德荣、李向群、楚宝路

#### 书法创作评审委员会
- 主任：张建会
- 副主任：邵佩英、赵士英
- 秘书长：邵佩英（兼）
- 委员：李锋、孟宪维、任云程、李孝椿、郝金宝、封俊虎、郝军、赵桂中、崔寒柏、董士林、薛卫林、王朝晖、王正通、陈福春、冉繁英、刘彦明、孙荣刚、张少文、李占会、王树秋

#### 学术委员会
- 主任：喻建十
- 副主任：李孝椿、刘运峰
- 秘书长：邵佩英
- 委员：王舒、杨健君、朱彦民、孙家潭、顿子斌、王洪海、刘春雨、张世东、韩洪洪、魏同旭、康兴华、陈丽伟、孙荣刚、曲世林、孙家谭、于长水、罗文华

#### 教育委员会
- 主任：李泽润
- 副主任：冉繁英、杨凤仪
- 秘书长：冉繁英（兼）
- 委员：安宏忠、康国林、任长文、马培鉴、孟威、王宝忠、贾玉山、马春立、丁树猛、张同明

#### 书法发展委员会
- 主任：李锋
- 副主任：杨世勋、贾玉山
- 秘书长：冉繁英
- 委员：门玉华、任喜仲、刘树强、张广友、郑连群、李延春、邵世凌、郭宏军、李彭永、王树秋、张晓强、张鹤年

#### 篆刻专业委员会
- 主任：顾志新
- 副主任：刘洪洋、赵 飚
- 秘书长：梁旭华
- 委员：石双梁、李双伟、毕恭、刘斌、王金复、王秀琪、李绍臣、周建平、赵祥立、刘群

#### 刻字专业委员会
- 主任：李锋
- 副主任：张鹤年、张广金
- 秘书长：张广金（兼）
- 委员：卞建军、邢纪庆、卢智剑、王炳建、胡毓中、王树东、王会银、彭英科

#### 硬笔书法委员会
- 主任：况瑞峰
- 副主任：赵士英、况兆鸿
- 秘书长：马培鉴
- 委员：邵佩英、郝军、丁其明、孟庆祥、王志坚、顿子斌、郑顺和

#### 青少年书法委员会
- 主任：曹柏昆
- 副主任：孟宪维、孟威
- 秘书长：孟威（兼）
- 委员：胡健、李建华、杨国欣、邓英彪、张少文、张世东、田中荃、沈宪民、马建新、乔强、马俊达、张文达、张海莹

#### 妇女书法委员会
- 主任：况瑞峰
- 副主任：李月萍、孟昭丽、华露香
- 秘书长：朱立
- 委员：郑少英、刘春雨、于浩泳、刘智莉、张金焕、高秀红、洗艳萍、贺美华、高大慧、王兴

#### 老年书法委员会
- 主任：霍然
- 副主任：陈传武、范永庆
- 秘书长：赵克琪
- 委员：程守先、王承尧、杨树新、康国林、李德海

### 第四届专业委员会

#### 学术委员会
- 主任：喻建十
- 副主任：朱彦民、王炳学
- 秘书长：洪军民
- 委员：王炳学、朱彦民、李佳、陈丽伟、洪军民、顿子斌、韩洪洪、喻建十、魏同旭

#### 篆书委员会
- 主任：邵佩英
- 副主任：王普群、吕铁元
- 秘书长：李双伟
- 委员：王普群、王联合、邓英彪、刘建成、吕铁元 李双伟、杨连山、张华、邵佩英

#### 隶书委员会
- 主任：沈宪民
- 副主任：郝金宝
- 秘书长：马俊达
- 委员：马俊达、刘啸、刘磊、李悦、李宝光、吴新宇、沈宪民、郝金宝、赵子玉、黄震、黄志刚、黄春晔

#### 楷书委员会
- 主任：窦宝铁
- 副主任：王树秋、王正通
- 秘书长：杨占良
- 委员：王正通、王树秋、乔强、李华山、张善军、杨占良、郑顺和、周凤海、赵寅、赵红岩、殷立伟、彭绍阳、韩振东、窦宝铁

#### 行书委员会
- 主任：崔寒柏
- 副主任：余海翔、王朝晖
- 秘书长：杨国欣
- 委员：马春立、王朝晖、王智忠、邢纪庆、刘光智、刘冠峰、李慧斌、杨国欣、余海翔、黄文新、崔寒柏

#### 草书委员会
- 主任：李锋
- 副主任：薛卫林、张怀顺
- 秘书长：徐子钧
- 委员：于连军、王劼、王炳建、李锋、李延达、张勇、张怀顺、赵磊、徐子钧、薛卫林

#### 篆刻委员会
- 主任：刘洪洋
- 副主任：赵飚
- 秘书长：李绍晨
- 委员：王秀琪、王建元、石双樑、卢思营、毕恭、刘斌、刘洪洋、李岩、李绍晨、赵飚、赵祥立、韩龙、程从礼

#### 刻字委员会
- 主任：张广金
- 副主任：李建华
- 秘书长：李建华（兼）
- 委员：王树东、卞建军、孙友升、刘泽义、李华山、李建华、张广金、范金龙、赵金才

#### 硬笔委员会
- 主任：郝军
- 副主任：曹善华
- 秘书长：张春明
- 委员：李宁、李鹏、李秀和、张春明、赵贺、郝军、娄家榜、曹善华、滕飞

#### 教育委员会
- 主任：刘运峰
- 副主任：张少文
- 秘书长：田树仁
- 委员：马根明、代学东、田树仁、刘群、刘镪、刘运峰、孙列、张少文、张同明、郎树德

#### 女书法家委员会
- 主任：华露香
- 副主任：朱立
- 秘书长：杨玉兰
- 委员：于浩泳、王兴、石彧、朱立、华露香、刘智莉、安乃昕、李会、李譞、杨玉兰、张蓉、张海瑩、张润红、陈曦、高秀红、蒙晓雨

#### 青少年委员会
- 主任：赵桂中
- 副主任：孟威
- 秘书长：张晓强
- 委员：田宝军、史东、乔强、李振忠、张文达、张晓强、罗远智、孟威、赵桂中、胡健、黄强

#### 职业道德建设委员会
- 主任：门玉华
- 秘书长：李翌
- 委员：门玉华、王伟岸、王金国、李翌、何炳振、袁卫平

#### 新文艺业态委员会
- 主任：任长文
- 秘书长：朱懿
- 委员：王军、朱懿、任长文、刘士来、赵祥文、墨僧